# Karl Szoldatics
Karl Szoldatics (* 23. Oktober 1906; † 12. Februar 1950) war ein österreichischer Fußballspieler, der in der Zwischenkriegszeit im Nationalteam zum Einsatz kam und mit der Admira 1932 einen Meistertitel holte.

## Vereinskarriere
Szoldatics begann seine Karriere beim VAFÖ-Verein SC Fontana und wechselte 1926 zum 1. Simmeringer SC, wo er sein Debüt in der höchsten Spielklasse gab. In der Verteidigung der Rot-Schwarzen kam er zu Beginn an der Seite von Karl Sesta zum Einsatz und konnte sich rasch einen Stammplatz sichern. Während am Ende seiner ersten Saison noch ein Mittelfeldplatz erreicht wurde, mussten die Simmeringer im Folgejahr als Tabellenletzter den Gang in die zweite Liga antreten. Szoldatics blieb zunächst beim Klub, wechselte aber in der Winterpause 1928/29 zum amtierenden Meister SK Admira Wien. 
Dort bildete er mit Anton Janda das Defensivpaar der Jedleseer und erreichte dreimal in Folge den Vizemeistertitel. In der Meistersaison 1931/32 wurde er jedoch von Robert Pavlicek aus der Stammformation verdrängt und kam nur mehr fallweise als rechter Außenläufer zum Einsatz, so auch im Finale des ÖFB-Cups 1932, wo der Wiener AC mit 6:1 geschlagen wurde. Nach einer weiteren Saison als Kaderergänzungsspieler verließ Szoldatics den Verein und nahm ein Angebot aus der französischen Division 2 an. Dort trat er für den Le Havre AC an, wo auch seine Landsleute Karl Adamek und Viktor Spechtl ihr Geld verdienten. In seinen beiden Saisonen in der Normandie kam der Verein aber über Plätze im unteren Mittelfeld nicht hinaus.
1935 kehrte der Verteidiger nach Wien zurück und war zunächst kurzzeitig bei der unterklassigen Firmenmannschaft SC Del-Ka Wien des gleichnamigen Schuhherstellers tätig, ehe er sich wieder seinem Stammverein aus Simmering anschloss, der nach wie vor in der zweiten Spielklasse spielte. 1937 gelang der Meistertitel in der II. Klasse Nord, und danach setzten sich die Simmeringer im Aufstiegsturnier auch klar gegen die Konkurrenten SC Helfort Wien und SK Sturm Graz durch. Nach nur einer Spielzeit in der höchsten Klasse musste der Verein aber mit gerade einmal fünf Punkten wieder absteigen. 
Nach Ausbruch des Zweiten Weltkriegs wurde er als Soldat eingezogen, wo er ein Bein verlor.

## Nationalmannschaft
Sein Debüt in der Nationalmannschaft gab Szoldatics im September 1927, als er bei einer 3:5-Niederlage in Budapest gemeinsam mit Josef Blum die Verteidigung bildete. Seine Einsätze in der Nationalelf blieben allerdings sporadisch und sein viertes und letztes Spiel machte er an der Seite von Roman Schramseis im Februar 1931 gegen Italien im Rahmen des Nationencups, den die Österreicher schließlich siegreich beenden sollten. Während seiner Zeit in Frankreich kam Szoldatics auch in der Regionalauswahl der Normandie zum Einsatz.

## Erfolge
- Sieger im Nationencup: 1931/32
- 1× österreichischer Meister: 1932
- 3× österreichischer Vizemeister: 1929, 1930, 1931
- 1× österreichischer Cupsieger: 1932
- 1× österreichischer Zweitligameister: 1937
- 4 Spiele für die österreichische Fußballnationalmannschaft: 1927–1931

| Personendaten    | Personendaten                   |
| ---------------- | ------------------------------- |
| NAME             | Szoldatics, Karl                |
| KURZBESCHREIBUNG | österreichischer Fußballspieler |
| GEBURTSDATUM     | 23. Oktober 1906                |
| STERBEDATUM      | 12. Februar 1950                |